# Институт Финляндии в Санкт-Петербурге
Институт Финляндии в Санкт-Петербурге — финский культурно-научный центр в Санкт-Петербурге, основанный в 1992 году. Главная цель Института Финляндии — продвигать и поддерживать финскую культуру и научное сотрудничество в России.
Институт Финляндии организует мероприятия для широкой аудитории и поддерживает участие специалистов из Финляндии в крупных проектах — фестивалях, выставках и семинарах. Организация служит связующим звеном между представителями научного и культурного мира Финляндии и России.
Институт Финляндии в Санкт-Петербурге — автономная некоммерческая организация, которая финансируется министерством культуры и образования Финляндии и входит в сеть культурно-научных институтов Финляндии, объединяющую 17 самостоятельных организаций по всему миру. Институт Финляндии находится на первом этаже Дома Финляндии, где также располагается открытое библиотечное пространство. С июня 2017 года Институтом Финляндии в Санкт-Петербурге управляет Общество «Финляндия-Россия».
В июне 2022 года Общество «Финляндия-Россия» приняло решение выйти из состава учредителей Института Финляндии в Санкт-Петербурге и завершить деятельность Института в России. Директор Института (2018—2022) Сани Контула-Вебб поблагодарила партнеров и всех причастных к деятельности организации в своем прощальном обращении.

## Совет Института Финляндии
В Совет входят специалисты в области науки, культуры и бизнеса, цель их работы — помощь в разработке культурной программы Института Финляндии и в развитии его деятельности.
Члены совета:
- Калерво Вяянянен, ректор-эмеритус, Университет Турку
- Марьо Мяенпяя, директор Центра исследования культурной политики CUPORE Архивная копия от 28 апреля 2020 на Wayback Machine
- Илкка Салонен, председатель Совета директоров компании East Office Архивная копия от 7 августа 2020 на Wayback Machine
- Суви Салониеми, главный куратор Музея дизайна в Хельсинки
- Ниина Синкко, генеральный секретарь Общества «Финляндия — Россия» Архивная копия от 13 мая 2020 на Wayback Machine
- Санна Исканиус, руководитель образовательных программ Университета Восточной Финляндии

## Директора Института Финляндии
- 1992—1995 — Юкка Маллинен[8]
- 1995—1998 — Мерья Вахлроос
- 1998—2000 — Тимо Вихавайнен[9]
- 2000—2004 — Ярмо Ниронен[10]
- 2005—2008 — Хелена Аутио-Мелони[11]
- 2008—2011 — Мира Питкянен
- 2011—2012 — Кирси Тюккюляйнен[12]
- 2012—2016 — Элина Кахла[13]
- 2017 (март-апрель) — Маарит Убер
- 2017 — Мика Пюльсю (и. о.)
- 2018-31.12.2022 — Сани Контула-Вебб[14]